# دانشگاه والدن
دانشگاه والدن یک دانشگاه خصوصی آنلاین و انتفاعی است که دفتر مرکزی آن در مینیاپولیس، مینه سوتا قرار دارد. این دانشگاه مدارک لیسانس علوم، کارشناسی ارشد علوم، کارشناسی ارشد مدیریت بازرگانی، کارشناسی ارشد مدیریت دولتی، کارشناسی ارشد بهداشت عمومی، دکترای آموزش، دکترای مدیریت بازرگانی، و دکترای فلسفه ارائه می‌دهد. این دانشگاه متعلق به شرکت خدمات آموزشی آمریکایی ادتالم است که دانشگاه را در اوت ۲۰۲۱ خریداری کرد. پرزیدنت کلینتون سخنران اصلی آغاز به کار دانشگاه والدن در ۳۰ ژوئیه ۲۰۱۱ بود. جاناتان کاپلان از سال ۲۰۰۷ تا ۲۰۱۸ به عنوان مدیرعامل فعالیت می‌کرد. آقای کاپلان پیش از این سه سال به عنوان مشاور سیاست اقتصادی پرزیدنت کلینتون خدمت کرده بود.